# Cape Raoul
Cape Raoul är en udde i Australien. Den ligger i delstaten Tasmanien, i den sydöstra delen av landet, omkring 55 kilometer sydost om delstatshuvudstaden Hobart.
Trakten är glest befolkad. Närmaste större samhälle är Port Arthur, omkring 11 kilometer norr om Cape Raoul. 
Genomsnittlig årsnederbörd är 731 millimeter. Den regnigaste månaden är juli, med i genomsnitt 89 mm nederbörd, och den torraste är februari, med 42 mm nederbörd.